# August Heinrich Berger
Friedrich August Heinrich Berger (* 4. September 1866 in Elsterwerda; † 1932) war ein deutscher Arzt und Schriftsteller.

## Leben
Der im heute südbrandenburgischen Elsterwerda geborene Berger besuchte hier zunächst die städtische Bürgerschule, später die Gymnasien in Torgau und Waren. Anschließend folgte von 1886 bis 1891 ein Studium der Medizin und Naturwissenschaften in Greifswald, Leipzig und Erlangen. Er wirkte vor dem Ersten Weltkrieg als Kreisarzt in Krefeld. Zuvor war er als Arzt in Ziegelhausen bei Heidelberg, Neustadt am Rübenberge, Hannover und Remscheid tätig. Er unternahm mehrere große Reisen, die ihm Stoff für sein späteres literarisches Wirken boten. So reiste er 1897 nach Russland, in die Türkei und in die „Sonnenländer“. 1904 folgte eine Reise in die Vereinigten Staaten.

## Veröffentlichungen
- Aus dem Hamsterkasten: Erinnerungen. Seitz & Schauer, München 1902, OCLC 14066134.
- Wetterleuchten. Gedichte. 1905.
- Briefe vom Meer. C.F.W. Fest, Leipzig 1905, OCLC 251895856.
- Die Vorbeugung der Myopie. In: Münchener Medizinische Wochenschrift. Nr. 45, 1907, ISSN 0341-3098.
- Die sozialhygienischen Forderungen der Zeit. 1910.
- Mittel und Wege der Gesundheitspflege auf dem Lande. 1911.